# Richard Ríos
Richard Ríos Montoya (Vegachí, 2 juni 2000) is een Colombiaans betaald voetballer die doorgaans speelt als middenvelder. In juli 2025 verruilde hij Palmeiras voor Benfica. Ríos maakte in 2023 zijn debuut in het Colombiaans voetbalelftal.

## Clubcarrière
Ríos begon te voetballen in de zaal en maakte daar voldoende indruk bij Alianza Platanera om door Flamengo op proef genomen te worden. Na twee maanden kreeg hij een contract om in de jeugd te komen spelen. Zijn debuut maakte hij in januari 2020, toen in de Campeonato Carioca met 0–1 gewonnen werd van Vasco da Gama. Later dat jaar, op 27 september, debuteerde hij in de Série A, tegen Palmeiras (1–1). In juni 2021 werd de middenvelder voor een seizoen gehuurd door Mazatlán. Hij raakte bij de Mexicaanse club geblesseerd aan zijn knie en lag er van september tot april uit met deze blessure.
Nadat hij teruggekeerd was van de verhuurperiode in Mexico besloot Ríos zijn contract te laten ontbinden en hij tekende voor Guarani, uitkomend in de Série B. Hier maakte de Colombiaan genoeg indruk om in maart 2023 door overgenomen te worden door Palmeiras, dat circa 1,4 miljoen euro voor zijn overgang betaalde. Vanaf het begin speelde Ríos direct voornamelijk als basisspeler. In zijn eerste seizoen kroonde hij zich met Palmeiras tot Braziliaans landskampioen. Het contract van de middenvelder werd in september 2024 opengebroken en verlengd tot eind 2028.
Na afloop van het WK voor clubs 2025 verkaste Ríos voor een bedrag van circa zevenentwintig miljoen euro naar Benfica, waar hij zijn handtekening zette onder een verbintenis voor de duur van vijf seizoenen. Met deze transfer werd hij de duurste aankoop ooit van Benfica.

## Clubstatistieken
| Seizoen | Club       | Competitie    | Competitie | Competitie | Beker | Beker | Internationaal | Internationaal | Totaal | Totaal |
| Seizoen | Club       | Competitie    | Wed.       | Dlp.       | Wed.  | Dlp.  | Wed.           | Dlp.           | Wed.   | Dlp.   |
| ------- | ---------- | ------------- | ---------- | ---------- | ----- | ----- | -------------- | -------------- | ------ | ------ |
| 2020    | Flamengo   | Série A       | 3          | 0          | 0     | 0     | 0              | 0              | 3      | 0      |
| 2021    | Flamengo   | Série A       | 4          | 0          | 0     | 0     | 0              | 0              | 4      | 0      |
| 2021/22 | → Mazatlán | Liga MX       | 6          | 0          | 0     | 0     | —              | —              | 6      | 0      |
| 2022    | Guarani    | Série B       | 9          | 1          | 0     | 0     | —              | —              | 9      | 1      |
| 2023    | Guarani    | Série B       | 11         | 2          | 0     | 0     | —              | —              | 11     | 2      |
| 2023    | Palmeiras  | Série A       | 37         | 2          | 6     | 1     | 10             | 0              | 53     | 3      |
| 2024    | Palmeiras  | Série A       | 38         | 3          | 5     | 0     | 6              | 1              | 49     | 4      |
| 2025    | Palmeiras  | Série A       | 24         | 2          | 2     | 0     | 10             | 2              | 36     | 4      |
| 2025/26 | Benfica    | Primeira Liga | 0          | 0          | 0     | 0     | 0              | 0              | 0      | 0      |
| Totaal  | Totaal     | Totaal        | 132        | 10         | 13    | 1     | 26             | 3              | 171    | 14     |

Bijgewerkt op 23 juli 2025.

## Interlandcarrière
Ríos maakte op 12 oktober 2023 zijn debuut in het Colombiaans voetbalelftal. Dit deed hij in een kwalificatiewedstrijd voor het WK 2026 tegen Uruguay. James Rodríguez en Mateus Uribe scoorden voor Colombia en namens Uruguay waren Mathías Olivera en Darwin Núñez trefzeker: 2–2. Ríos moest van bondscoach Néstor Lorenzo op de reservebank beginnen en hij viel in de tweede helft in voor Uribe. De andere Colombiaanse debutant dit duel was Yerson Mosquera (FC Cincinnati).
Zijn eerste doelpunt maakte hij tijdens zijn zesde interlandoptreden, op 8 juni 2024. Tijdens een vriendschappelijke wedstrijd tegen de Verenigde Staten zag hij vanaf de reservebank Jhon Arias en Rafael Borré en tegenstander Timothy Weah scoren, voor hij als invaller de 1–3 maakte. Door treffers van Jorge Carrascal en Luís Sinisterra won Colombia uiteindelijk met 1–5.
In juni 2024 werd Ríos door Lorenzo opgenomen in de Colombiaanse selectie voor de Copa América 2024. In de groepsfase werd gewonnen van Paraguay (2–1) en Costa Rica (3–0) en gelijkgespeeld tegen Brazilië (1–1). Daarna schakelde Colombia eerst Panama (5–0) en daarna Uruguay (0–1) uit, voor in de finale Argentinië met 1–0 te sterk was in de verlenging. Ríos speelde in alle wedstrijden mee en was trefzeker tegen Panama. Zijn toenmalige clubgenoten Endrick (Brazilië) en Gustavo Gómez (Paraguay) waren ook actief op het toernooi.
| Interlands van Richard Ríos voor Colombia | Interlands van Richard Ríos voor Colombia | Interlands van Richard Ríos voor Colombia | Interlands van Richard Ríos voor Colombia | Interlands van Richard Ríos voor Colombia | Interlands van Richard Ríos voor Colombia |
| №                                         | Datum                                     | Wedstrijd                                 | Uitslag                                   | Soort wedstrijd                           | Goals                                     |
| Als speler bij Palmeiras                  | Als speler bij Palmeiras                  | Als speler bij Palmeiras                  | Als speler bij Palmeiras                  | Als speler bij Palmeiras                  | Als speler bij Palmeiras                  |
| ----------------------------------------- | ----------------------------------------- | ----------------------------------------- | ----------------------------------------- | ----------------------------------------- | ----------------------------------------- |
| 1                                         | 12 oktober 2023                           | Colombia – Uruguay                        | 2 – 2                                     | WK 2026 kwalificatie                      |                                           |
| 2                                         | 17 oktober 2023                           | Ecuador – Colombia                        | 0 – 0                                     | WK 2026 kwalificatie                      |                                           |
| 3                                         | 16 november 2023                          | Colombia – Brazilië                       | 2 – 1                                     | WK 2026 kwalificatie                      |                                           |
| 4                                         | 23 maart 2024                             | Spanje – Colombia                         | 0 – 1                                     | Vriendschappelijk                         |                                           |
| 5                                         | 26 maart 2024                             | Colombia – Roemenië                       | 3 – 2                                     | Vriendschappelijk                         |                                           |
| 6                                         | 8 juni 2024                               | Verenigde Staten – Colombia               | 1 – 5                                     | Vriendschappelijk                         | 77'                                       |
| 7                                         | 15 juni 2024                              | Colombia – Bolivia                        | 3 – 0                                     | Vriendschappelijk                         |                                           |
| 8                                         | 25 juni 2024                              | Colombia – Paraguay                       | 2 – 1                                     | Copa América 2024                         |                                           |
| 9                                         | 28 juni 2024                              | Colombia – Costa Rica                     | 3 – 0                                     | Copa América 2024                         |                                           |
| 10                                        | 2 juli 2024                               | Brazilië – Colombia                       | 1 – 1                                     | Copa América 2024                         |                                           |
| 11                                        | 6 juli 2024                               | Colombia – Panama                         | 5 – 0                                     | Copa América 2024                         | 70'                                       |
| 12                                        | 10 juli 2024                              | Uruguay – Colombia                        | 0 – 1                                     | Copa América 2024                         |                                           |
| 13                                        | 14 juli 2024                              | Argentinië – Colombia                     | 1 – 0 n.v.                                | Copa América 2024                         |                                           |
| 14                                        | 7 september 2024                          | Peru – Colombia                           | 1 – 1                                     | WK 2026 kwalificatie                      |                                           |
| 15                                        | 10 september 2024                         | Colombia – Argentinië                     | 2 – 1                                     | WK 2026 kwalificatie                      |                                           |
| 16                                        | 10 oktober 2024                           | Bolivia – Colombia                        | 1 – 0                                     | WK 2026 kwalificatie                      |                                           |
| 17                                        | 15 oktober 2024                           | Colombia – Chili                          | 4 – 0                                     | WK 2026 kwalificatie                      |                                           |
| 18                                        | 15 november 2024                          | Uruguay – Colombia                        | 3 – 2                                     | WK 2026 kwalificatie                      |                                           |
| 19                                        | 19 november 2024                          | Colombia – Ecuador                        | 0 – 1                                     | WK 2026 kwalificatie                      |                                           |
| 20                                        | 21 maart 2025                             | Brazilië – Colombia                       | 2 – 1                                     | WK 2026 kwalificatie                      |                                           |
| 21                                        | 26 maart 2025                             | Colombia – Paraguay                       | 2 – 2                                     | WK 2026 kwalificatie                      |                                           |
| 22                                        | 6 juni 2025                               | Colombia – Peru                           | 0 – 0                                     | WK 2026 kwalificatie                      |                                           |
| 23                                        | 11 juni 2025                              | Argentinië – Colombia                     | 1 – 1                                     | WK 2026 kwalificatie                      |                                           |

Bijgewerkt op 23 juli 2025.

## Erelijst
| Competitie          |          |            |          |          |
| Competitie          | Aantal   | Jaren      |          |          |
| Flamengo            | Flamengo | Flamengo   | Flamengo | Flamengo |
| ------------------- | -------- | ---------- | -------- | -------- |
| Série A             | 1        | 2020       |          |          |
| Campeonato Carioca  | 2        | 2020, 2021 |          |          |
| Palmeiras           |          |            |          |          |
| Série A             | 1        | 2023       |          |          |
| Campeonato Paulista | 1        | 2024       |          |          |